# First-DDSG Logistics Holding

Zeittafel der DDSG

Die First-DDSG Logistics Holding ist eine Binnenschifffahrtsgesellschaft im Besitz des ukrainischen Eisenerzförderers Ferrexpo.

## Geschichte
Die DDSG-Cargo war die größte Reederei in der west- und mitteleuropäischen Binnenschifffahrt mit Sitz in Wien. 160 Schiffe mit einer Transportkapazität von 230.000 Tonnen werden auf Donau, Rhein und Main auf 3.500 Kilometern Wasserstraße zwischen Nordsee und Schwarzem Meer befördert. Das Unternehmen nahm den Namen Erste Donau-Dampfschiffahrts-Gesellschaft wieder auf.
Die DDSG-Cargo ging 1993 aus dem Gütertransportbereich der einst größten Binnenreederei der Welt, der 1823 gegründeten und 1829 wiederbegründeten Ersten Donau-Dampfschiffahrts-Gesellschaft hervor. Der erste Eigentümer war die deutsche Stinnes AG, die jedoch 1997 an die ebenfalls deutsche Gerhard Meier AG weiterverkauft wurde und diese das Unternehmen bis 2007 stark ausbaute.
2007 erfolgte ein weiterer Verkauf. Neuer Eigentümer ist seither das serbisch-zypriotische Konsortium East Point Holdings Limited unter der Führung des einflussreichen serbischen Unternehmers und Millionär Zoran Drakulic. Zu diesem Zweck wurde die Helogistics Holding mit Sitz in Wien gegründet, die auch Eigentümer der ungarischen Reederei MAHART ist.
Ende 2010 wurde die Helogistics Holding zu 100 % von Ferrexpo übernommen und 2013 in First-DDSG Logistics Holding umbenannt.

## Flotte

### Gütermotorschiffe "Stein" Klasse
- Aggstein
- Kreuzenstein
- Dürnstein (-2012)
- Jochenstein
- Partenstein
- Greifenstein

### Gütermotorschiffe "J. Strauss" Klasse
- Herzogenburg
- Laxenburg
- J. Strauss
- Barbara Blomberg

### Gütermotorschiffe "J. Strauss" umgebaute Klasse
- Bayern
- Korneuburg
- Klosterneuburg
- Straubing
- Herzog Tassilo
- Hainburg

### Schubleichter
- SL 18001 – fährt mit Klosterneuburg
- SL 18004 – fährt mit Korneuburg
- SL 18005 – fährt mit Straubing oder Bayern
- SL 18007 – fährt mit Hainburg
- SL 18028 – fährt mit Herzog Tassilo
- SL 19001 – Vorschiff des "Dürnstein"

### Schubschiffe "Melk" Klasse
- Melk
- Ybbs

### Schubschiffe "Tr" Klasse
- Deggendorf
- Denija
- Gerd I

### Schubschiffe "Linz" Klasse
- Linz

### Schubschiffe "Tulln" Klasse
- (DDSG) Tulln

### Andere Schubschiffe
- Dürnstein (Umbau im 2012 von Gütermotorschiff des Schubschiff und Schubleichter)

## Tochtergesellschaften
- EDDSG GmbH
- DDSG Tankschifffahrt GmbH
- DDSG Services GmbH
- DDSG Mahart Kft.